# Merak Film
Merak Film S.r.l. è stata un'azienda italiana attiva prevalentemente nel doppiaggio e nella post-produzione in ambito televisivo. Fu fondata nel 1980 a Cologno Monzese dall'attore Cip Barcellini (già attivo nel settore da oltre 10 anni) con Ambrogio Ferrario e Giancarlo Cajo.
L'azienda ebbe inizialmente sede negli studi di proprietà della Fono Roma in via Fratelli Lumière, nei pressi del centro di produzione Mediaset; quest'ultima divenne il cliente più importante della società, che per Mediaset realizzò le edizioni italiane di numerosi cartoni animati (per lo più anime) e telefilm oltre che la post-produzione di programmi televisivi.
Tra il 1986 e il 1991 l'azienda si occupò anche della produzione delle serie televisive sequel di Kiss Me Licia e dei relativi spin-off. Gli interni della prima serie, Love Me Licia, furono girati prevalentemente nei locali dell'azienda, opportunamente trasformati in teatri di posa. In questo periodo, per il proseguimento delle altre attività di localizzazione e post-produzione, fu fondata una società gemella chiamata Deneb Film S.r.l., ubicata negli stessi locali e poi attiva fino ai primi anni duemila.
In seguito la Merak Film si spostò in un altro edificio in viale Spagna, girando le successive serie del ciclo in uno stabile contiguo. Nel corso degli anni l'azienda ha collaborato, oltre che con le aziende del gruppo Fininvest, anche con Rai, De Agostini, Rizzoli, Warner Bros., Universal Pictures e Nickelodeon. 
Nel 2006 Barcellini e Cajo lasciarono l'azienda vendendo le loro quote a Ferrario. La società ha cessato le sue attività nel 2020.